# El bolero de Raquel
El bolero de Raquel es una película de comedia y drama mexicana de 1957, dirigida por Miguel M. Delgado y protagonizada por Mario Moreno "Cantinflas", Manola Saavedra, Flor Silvestre y el actor infantil, Paquito Fernández. Ésta es la primera película filmada a color en la que participa Cantinflas (su anterior primera película a color en general fue la estadounidense La vuelta al mundo en ochenta días, con el actor y escritor británico, David Niven).

## Argumento
Cantinflas consigue trabajo como bolero (como se les llama en México a los limpiabotas) y recibe la noticia de que su compadre Sebastián ha tenido un accidente en el taller de albañilería y perdió la vida. Cantinflas habla con su comadre, Leonor (Flor Silvestre), quien llora porque su difunto marido los ha dejado sin dinero, por lo que decide irse a Guadalajara con sus padres, pues había cortado comunicación con ellos desde que se había casado y le deja encargado a su hijo, un niño huérfano llamado Chavita (Paquito Fernández).
Cantinflas envía a su ahijado Chavita a dar una vuelta en el Bosque de Chapultepec, cerca del cual trabaja, luego acuden a un zoológico donde conoce a la maestra de Chavita, Raquel (Manola Saavedra), quien le pregunta porqué Chavita ha faltado a clases y Cantinflas comenta que no ha estudiado porque tienen que trabajar para ganar dinero. La profesora les menciona que tomarán clases con ella en la noche, no sólo Chavita sino también Cantinflas y los dos aceptan.
En la escuela, Cantinflas le cuenta a la Profesora Raquel que él es el padrino y tutor de Chavita y la invita a cenar a su casa. Con la idea de ganar más dinero para poder mantenerse junto con Chavita, Cantinflas sale en busca de un nuevo trabajo como albañil en la construcción donde falleció su compadre Sebastián, pero sin resultado favorable.
La Profesora Raquel va a cenar a casa de Cantinflas, donde surgen algunos coqueteos, pero Chavita los interrumpe, anunciando la llegada de una carta de su madre Leonor. Luego de que la profesora se despide, Chavita lee la carta, en la que su madre Leonor sólo les envía sus mejores deseos, pero ninguna ayuda económica, por lo que Cantinflas sale en busca de trabajo para conseguir dinero.
Cantinflas llega a un club nocturno, en el que trabaja tras bambalinas para lustrar los zapatos de los artistas que se presentan, pero no tarda en meterse en líos cuando se entromete en una presentación musical y aparece en escena bailando el Bolero de Maurice Ravel con una bailarina llamada Mimí (Elaine Bruce), por lo que todos terminan corriéndolo del lugar.
Para olvidarse de los malos tragos, Cantinflas decide llevarse a Chavita a un pequeño viaje a Acapulco. Gracias a algunos clavados, Cantinflas y Chavita llegan a su destino; Cantinflas sigue buscando a quien lustrarle los zapatos, pero en la playa no hay clientes. Así que consigue un nuevo trabajo en las playas de Acapulco como salvavidas de un hotel. Cuando las mujeres en la playa van a buscarlo, hay alguien que se está ahogando en el mar, a quien terminan salvando es a Cantinflas, quien no sabía nadar y aunque le pagan muy bien el rescate que hizo, también lo despiden luego del primer día, por lo que Cantinflas y Chavita regresan a la Ciudad de México.
Tras su llegada, Cantinflas envía a Chavita a su casa y decide cumplir el deseo de su ahijado y le compra una pelota, pero justo al regresar a su casa se encuentran con la madre de Chavita, Leonor, quien les da nuevas noticias: Al día siguiente se casará con un hombre rico y se llevará a Chavita con ella de vuelta a Guadalajara, además de que le ha traído de regalo una pelota. Cantinflas se entristece, pero acepta la despedida de su ahijado Chavita. Días después en un parque, la profesora Raquel se encuentra con Cantinflas triste y pensativo, quien le cuenta lo ocurrido con Chavita. Al final comienzan a hablar de matrimonio e hijos y juntos comienzan un romance.

## Reparto
- Mario Moreno como Cantinflas, bolero.
- Manola Saavedra como Raquel, profesora de Cantinflas y Chavita.
- Paquito Fernández como Chavita, ahijado de Cantinflas.
- Flor Silvestre como Leonor, comadre de Cantinflas.
- Daniel "Chino" Herrera como Don Edelmiro.
- Mario Sevilla como Contratista en Acapulco.
- Alberto Catalá como Traspunte.
- Roberto Meyer como Agente funerario.
- Elaine Bruce como Mimí.
- Chelo La Rue (no acreditado).
- Leonor Gómez como Sirvienta en parque (no acreditada).
- Daniel Arroyo como Hombre que regaña en entierro (no acreditado).
- Erika Carlsson como Turista gringa pelirroja en Acapulco (no acreditada).
- Roberto Corell como Maítre (no acreditado).
- María Luisa Corona como Vecina (no acreditada).
- María Luisa Cortés como Clienta de Cabaret (no acreditada).
- Pedro Elviro como Tendero (no acreditado).
- Pablo Ferrel como Alberto, niño en el parque de Chapultepec (no acreditado).
- Lidia Franco como Doña Paquis (no acreditada).
- Enedia Díaz de León como Vecina (no acreditada).
- Elodia Hernández como Vecina (no acreditada).
- Carlos León como Turista en Acapulco (no acreditado).
- Dina de León (no acreditada).
- Regino Herrera como Vecino (no acreditado)
- Felipe de Flores como Ingeniero (no acreditado).
- Víctor Torres como Hombre en Acapulco (no acreditado).
- Manuel Jarero como Mesero de Cabaret (no acreditado).
- John Kelly como Turista gringo (no acreditado).
- Lina Regis como Clienta de Cabaret (no acreditada).
- Salvador Lozano como Futuro esposo de Leonor (no acreditado).
- Carlos Robles Gil como Cliente de Cabaret (no acreditado).
- Carmen Romano como Turista en Acapulco (no acreditada).
- Rodolfo Onetto como Policía del Bosque de Chapultepec (no acreditado).
- Casimiro Ortega como Capataz de obra (no acreditado).
- Manuel Trejo Morales como Maítre en Acapulco (no acreditado).
- Guillermo Álvarez Bianchi como Turista gordo en Acapulco (no acreditado).

## Curiosidades
Es la primera vez que Cantinflas visita la ciudad y el puerto de Acapulco en esta película, los cuales reaparecerían en la posterior película, Sube y baja (1959) y las mismas para los episodios de El Chavo del Ocho y El Chapulín Colorado de 1977.